# Jean Pierre Guingané
Jean Pierre Guingané, né le 11 juillet 1947 et mort  le 23 janvier 2011, est un acteur, metteur en scène et dramaturge burkinabè. Il est considéré comme l'un des précurseur du théâtre francophone en Afrique subsaharienne.

## Biographie

### Enfance et études
Daogo Jean Pierre Guingané naît le 11 juillet 1947 à Garango au Centre Est du Burkina Faso. Il fait ses études secondaires à Bobo Dioulasso. En 1972, il obtient son baccalauréat au CE-SUP, Centre des Enseignements Supérieurs, en Langues Modernes et en Littérature Contemporaine,  (actuelle Université de Ouagadougou). Il poursuit ses études supérieures en France, à l’Université Bordeaux III où il obtient une maîtrise en 1973. Il bouclera son parcours académique en 1977 par un doctorat dont la thèse a porté sur le développement culturel et le théâtre en Afrique, cas du Burkina Faso.

### Carrière
Il a été un acteur, metteur en scène, dramaturge et créateur. Passionné de théâtre, il crée la troupe Théâtre de la fraternité  en 1975. Il a occupé divers postes académiques et administratifs à l’Université de Ouagadougou, notamment en tant que doyen de la faculté des langues, des lettres, des arts et des sciences humaines (FLASHS) de 1991 à 1994 et chef de département de Lettres modernes.
En 1977, Jean Pierre Guingané entame sa carrière d’Enseignant-Chercheur en études théâtrales à l’Institut Supérieur des Lettres, des Langues et des Arts (INSULLA). Il y assume aussi le rôle de Chef de département des Lettres Modernes en 1979. Son engagement dans le domaine académique se reflète par l’ouverture, en 1992, du département Art et communication, suivi en 2010 de la création du département « Arts, Gestion et Administration Culturelle » (AGAC).
Au niveau administratif, il a exercé des responsabilités importantes telles que secrétaire général du ministère de l’Enseignement Supérieur et de la Recherche Scientifique de 1980 à 1982, ainsi que Secrétaire d’État chargé des Arts et de la Culture auprès du Président de la République (30 septembre 1982 - 7 novembre 1982). Il a également été vice-président de l’Institut international de théâtre et directeur de l’Institut supérieur de l’image et du son (Isis) au Burkina Faso.
Sa contribution au secteur administratif est marquante, avec sa nomination comme Secrétaire général du ministère de l’Enseignement Supérieur et de la Recherche Scientifique en 1980. Il est ensuite Secrétaire d’État auprès du Président de la République chargé des Arts et de la Culture en 198.

## Œuvres
- Le Fou, 1984[5]
- Papa oublie-moi, 1990[6]
- Le Cri de l’espoir (1990)[7]
- La Savane, 1997[8]
- La Musaraigne, 1997[9]
- La Grossesse de Koudbi (1996)[10]
- Les Lignes de la main, 1997[11]
- Malo, pilote, 1998

## Décès
Il meurt le 23 janvier 2011 à Ouagadougou après une courte maladie,.